# مركز برزيلاي الطبي

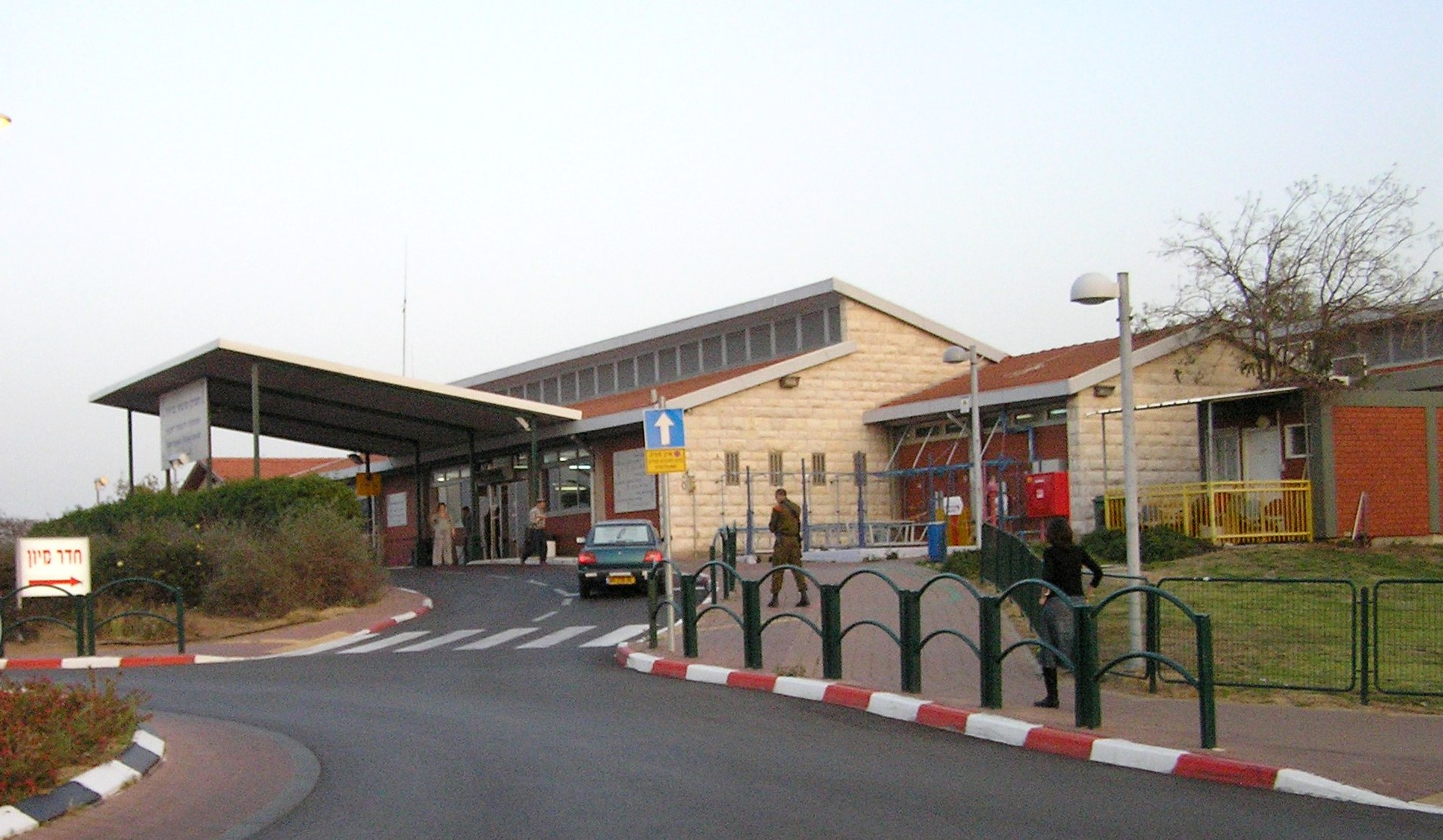
مدخل الطوارئ

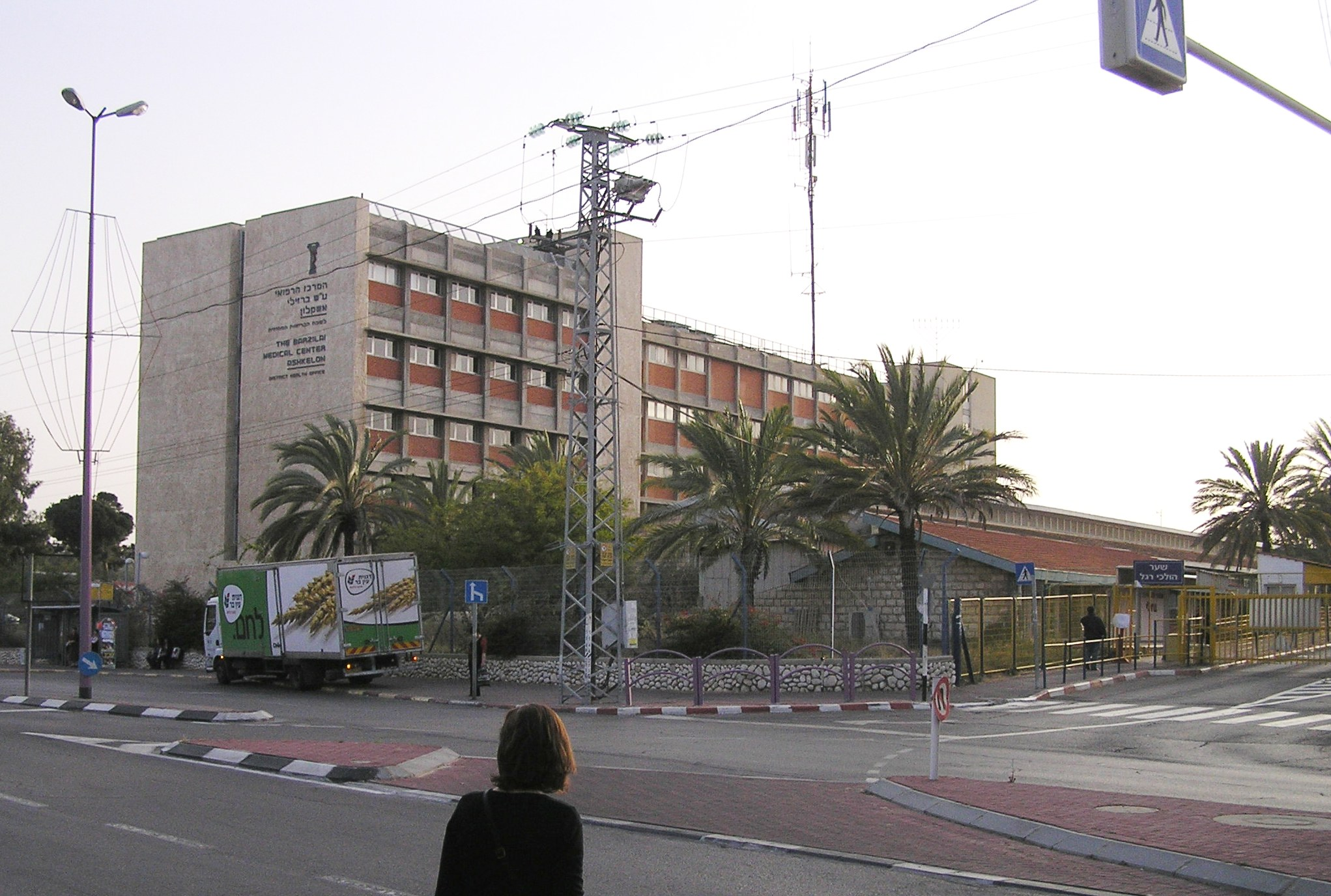
الناحية الجنوبية للمستشفى

مستشفى برزيلاي أو رسمياً يدعى مركز برزيلاي الطبي الجامعي (بالعبرية: מרכז רפואי ברזילי) هو مستشفى إسرائيلي بـ 617 سرير، يقع في مدينة عسقلان. تأسس في 1961.